# Tipula (Lunatipula) unicincta bifila
Tipula (Lunatipula) unicincta bifila is een ondersoort van de tweevleugelige Tipula (Lunatipula) unicincta uit de familie langpootmuggen (Tipulidae). De ondersoort komt voor in het Nearctisch gebied.